# Declaración de independencia de Kosovo

Bandera de la República de Kosovo. Cada estrella representa los distintos grupos étnicos que la componen.

La Declaración de independencia de Kosovo fue un acto acontecido el 17 de febrero de 2008 y llevado a cabo por el parlamento regional kosovar de forma unilateral, que declaraba la escisión de este territorio de mayoría albanesa del resto de Serbia, dando lugar a la creación de un nuevo Estado, denominado oficialmente República de Kosovo. Se trata de la segunda declaración de independencia en la historia reciente del territorio kosovar, ya que el 7 de septiembre de 1990 las instituciones políticas kosovares de mayoría albanesa declararon igualmente su independencia respecto a Yugoslavia, aunque esta declaración no llegó a tener efecto práctico.
La declaración de independencia dividió a los estados entre aquellos que la apoyaron, como Estados Unidos, sus principales aliados y parte de la Unión Europea; y aquellos que se opusieron como la propia Serbia, Rusia y sus aliados, y estados como España y gran parte de América, que se mostraron contrarios al reconocimiento de la provincia serbia como Estado independiente.
El 8 de octubre de 2008 la Asamblea General de Naciones Unidas aprobó una resolución a propuesta serbia para preguntar a la Corte Internacional de Justicia si la Declaración de independencia de Kosovo fue compatible con el derecho internacional, y el 22 de julio de 2010 el tribunal comunicó su conclusión, no vinculante, de que la declaración de independencia no violó el derecho internacional ni la Resolución 1244 del Consejo de Seguridad de las Naciones Unidas.

## Estatus previo a la independencia

Mapa étnico kosovar, en su mayoría albaneses y al norte serbios, con minorías de bosniacos, turcos, goranis y gitanos.

En el momento de la declaración de independencia del 17 de febrero de 2008 Kosovo era una provincia serbia, según la resolución 1244 del Consejo de Seguridad de las Naciones Unidas, conocida con el nombre de provincia autónoma de Kosovo y Metohija. Desde 1999 hasta su declaración secesionista de 2008 fue administrado por la ONU de forma interina, como resultado de la derrota del ejército serbio en la Guerra de Kosovo. La misión KFOR de la OTAN se aprobó con el objetivo de evitar las represalias y ataques entre la población de etnia serbia y la albanesa. Aunque Kosovo formalmente seguía perteneciendo a Serbia, en virtud del cumplimiento de la resolución 1244, en la práctica el Gobierno serbio no intervenía en la administración de su provincia.
La resolución de dicha guerra trajo como consecuencia el éxodo de 200.000 kosovares de origen serbio hacia el resto de Serbia, mientras que se reafirmó la mayoría étnica albanesa. En el momento de la secesión, el 90% de la población pertenecía a dicha etnia, mientras que la comunidad de origen serbio representaba el 10%, localizada principalmente en enclaves en el norte de la región.

## Negociaciones previas
Antes de llegar a la solución de la independencia unilateral, se sucedieron varios hechos y acontecimientos en torno al futuro estatus que debía tener Kosovo.

### El plan Ahtisaari
El expresidente de Finlandia, Martti Ahtisaari, llevó a cabo un informe como enviado especial de la ONU a Kosovo en el cual proponía como solución al estatus de la antigua provincia serbia la adopción de una independencia tutelada por la comunidad internacional, la oficialidad del serbio y del albanés, la laicidad del nuevo estado, la adopción de medidas para garantizar la seguridad de la minoría serbia de Kosovo, la presencia militar de fuerzas internacionales lideradas por la OTAN, y un sistema judicial integrado e independiente del serbio. Este plan fue rechazado por las autoridades serbias por considerar que abría la puerta a que Kosovo se independizase de Serbia.

### Elecciones de noviembre de 2007
El 17 de noviembre de 2007 se celebraron elecciones legislativas y municipales marcadas por la incertidumbre del futuro estatus de la región. El antiguo guerrillero del UÇK, Hashim Thaçi, ganó las elecciones con un 35% de los votos. Thaçi había anunciado que declararía la independencia de la entonces provincia serbia en caso de ganar las elecciones.

### Movimientos previos a la declaración de independencia
El primer ministro de Kosovo, Hashim Thaçi, afirmó el 16 de febrero de 2008 que "mañana esa provincia proclamará su independencia de Serbia", respetando "la voluntad de los ciudadanos". Desde el sábado 16 de febrero de 2008, Kosovo, con el apoyo de muchos estados europeos, y el de los Estados Unidos de América, pero con el frontal rechazo de Rusia. Según noticias de la BBC, los estados pactaron, "Sr. Thaci dijeron el domingo sería otro día de tranquilo durante el que las instituciones serían contratadas en realizar la voluntad de los ciudadanos de Kosovo"[cita requerida].

### Misión EULEX de la Unión Europea
La Unión Europea preparó la misión civil EULEX para ayudar a las autoridades kosovares en la estabilización de la región, mediante la llegada de 2.000 policías, jueces y funcionarios de aduana, además de dotaciones de seguridad y defensa, con el fin de que colaborasen en la protección de las minorías, especialmente la serbia. Tal desembarco de la UE en Kosovo fue visto por los líderes serbios de la región en disputa y las autoridades rusas como "una ocupación ilegal". Finalmente, esta misión se puso en marcha el 16 de febrero de 2008, un día antes de la declaración de independencia.
España, que participa en la misión pero que no ha reconocido la independencia de Kosovo, aplazó su presencia en la misma hasta que no se produzca la transferencia de la misión de la ONU a la de la Unión Europea, según explicó el ministro español de Exteriores Miguel Ángel Moratinos, "en cumplimiento de la legalidad internacional".

## Declaración de independencia de Kosovo

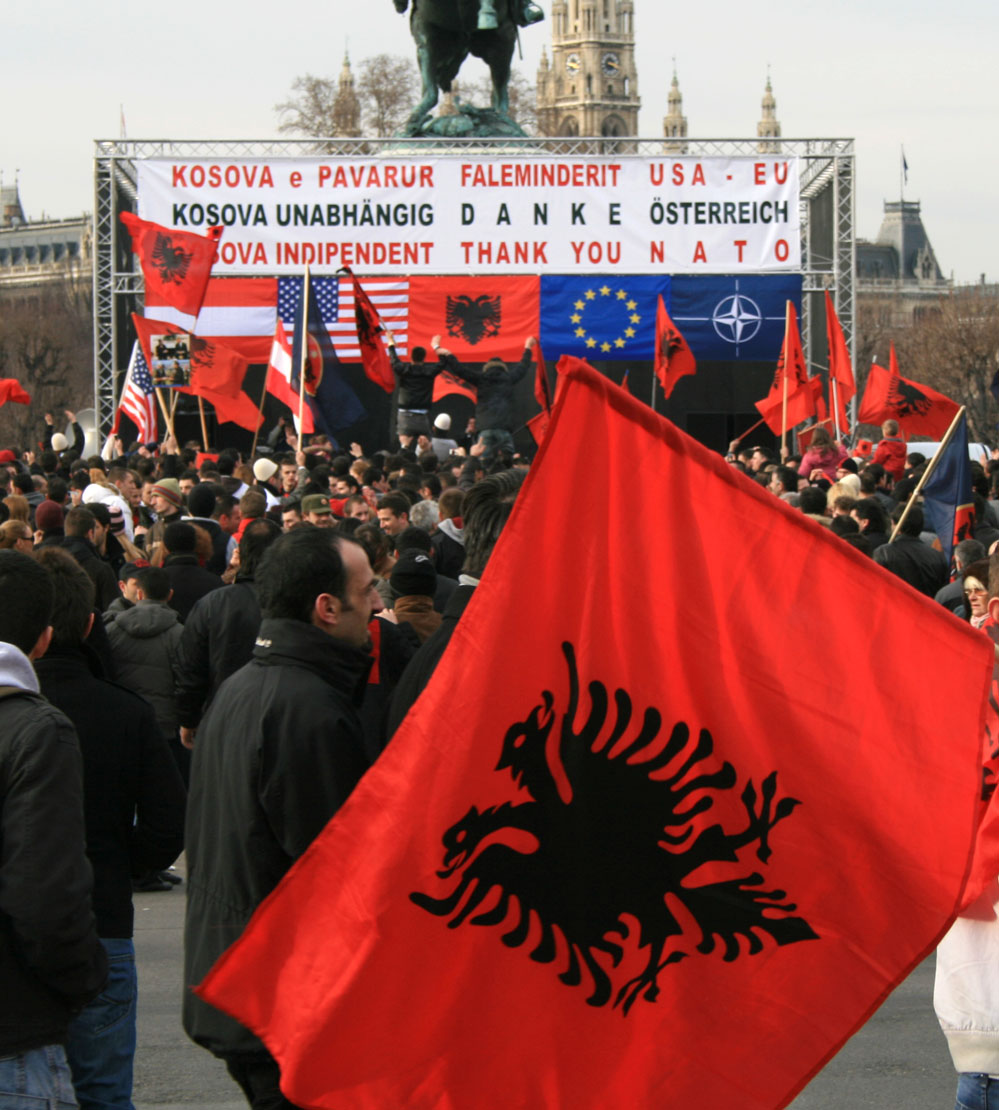
Celebración de la independencia de Kosovo en Viena, Austria, con la bandera de Albania flanqueada por la europea, estadounidense, OTAN y austriaca.

El 17 de febrero de 2008, los 109 diputados del Parlamento de Kosovo votaron a favor de la declaración de independencia unilateral respecto a Serbia. Tras su aprobación, el presidente del parlamento kosovar, Jakup Krasniqi, afirmó que a partir de ese momento "Kosovo es un estado democrático, libre e independiente". Tanto antes como después de la declaración, la población kosovar de origen albanés salió a la calle a festejar su independencia, enarbolando la bandera de Albania.

### Reacciones de la comunidad internacional
En los días previos a la declaración de independencia, muchos líderes de los principales países declararon su punto de vista respecto a la posible secesión. Estados Unidos, Francia, Alemania, Italia y el Reino Unido se mostraron partidarios de reconocer al nuevo estado en cuanto se proclamara su independencia. Serbia, Rusia, Chipre, Grecia, España, Rumanía y otros países se mostraron reacios a reconocer la secesión. Kosovo para la OTAN es un enclave no una nación.

#### Estados Unidos
El presidente de los Estados Unidos, George Bush, declaró que "es necesario resolver el estatus de Kosovo para que haya estabilidad en los Balcanes", mientras que se mostró partidario de la aplicación del Plan Ahtisaari y, por tanto, de la independencia tutelada de la provincia serbia.

#### Unión Europea
Los países miembros de la Unión Europea adoptaron el día siguiente a la declaración de independencia una resolución conjunta que calificaba a Kosovo como un "caso único", así como dejaba a cada país miembro, "según sus prácticas nacionales y sus reglas jurídicas", la libertad de decidir sobre el reconocimiento o no de la independencia de la antigua provincia serbia.

#### España
En España, la noticia de la independencia de Kosovo fue recibida de forma desigual por los partidos políticos e instituciones. El Gobierno, por boca del Ministro de Asuntos Exteriores, Miguel Ángel Moratinos, declaró que «no va a reconocer el acto unilateral [de la proclamación de la independencia de Kosovo] porque no respeta la legalidad internacional». Esta misma posición fue respaldada por el PSOE. El PP, por boca de su eurodiputado y miembro de la Comisión de Exteriores, Gerardo Galeote, calificó de «mala noticia» la declaración de independencia de la región serbia. La posición de los dirigentes de los partidos nacionalistas de España fue diferente; el secretario general del partido catalán ERC, Josep-Lluís Carod-Rovira, reclamó al Gobierno que estuviera «al mismo nivel que Europa» y que no fuera «el último» en reconocer la independencia de Kosovo. La portavoz del Gobierno regional vasco, Miren Azkarate, que también era miembro del Partido Nacionalista Vasco, consideró la declaración de independencia una «lección sobre el modo de resolver de manera pacífica y democrática conflictos de identidad y pertenencia», opinando que «la voluntad ciudadana es la llave para la resolución de los problemas políticos enquistados».

#### Serbia
Tras la declaración de independencia de la provincia serbia, el primer ministro de dicho país, Vojislav Koštunica, condenó la declaración de independencia del "falso Estado de Kosovo", declarando que se había cometido "una violación de la ley internacional". El presidente serbio, Boris Tadić también se mostró contrario a dicha declaración, afirmando que Serbia "no reconocerá nunca la independencia de Kosovo".
El día siguiente a la proclamación de secesión, Vojislav Koštunica afirmó que Serbia retiraría a su embajador en Estados Unidos, por el apoyo que dicho país ha brindado a Kosovo en su independencia.
Desde el momento de la declaración de independencia se produjeron altercados en Serbia y los enclaves de población serbia en Kosovo. En Belgrado, manifestantes atacaron con fuego la embajada de Estados Unidos, y en Mitrovica, Belgrado y Banja Luka hubo manifestaciones de protesta en las que se quemaron banderas albanesas y estadounidenses.
Dos días después de la declaración de independencia se produjeron incidentes en la frontera entre Serbia y Kosovo. Manifestantes serbios contrarios a la independencia de la provincia serbia atacaron dos puestos fronterizos, lo que requirió la intervención de militares de la KFOR.
El 21 de febrero de 2008 las principales fuerzas políticas de Serbia convocaron una manifestación con el lema "Kosovo je Srbija" (Kosovo es Serbia) en Belgrado, a la que acudieron decenas de miles de serbios. Tras la marcha algunos manifestantes prendieron fuego a la embajada de Estados Unidos.

#### Rusia
Rusia declaró que el apoyo a la autodeterminación sobre la base de motivos étnicos en Kosovo supondría un claro precedente para otras regiones como Transnistria (franja de Moldavia junto a Ucrania poblada principalmente por rusos), Abjasia y Osetia del Sur (que quieren separarse de Georgia) y el Alto Karabaj (territorio poblado de armenios incluidos en el Azerbaiyán), así como en la República Srpska (una de las dos entidades que conforman Bosnia).
Además, Rusia acusó a Europa de doble rasero a la hora de defender el derecho de autodeterminación y comparó el asunto kosovar con los movimientos independentistas existentes en España con el comentario "En España la gente no quiere vivir en un solo Estado, entonces apoyadles allí".
Tras la declaración de independencia, la portavoz del gobierno ruso en las Naciones Unidas, María Zajárova, solicitó la reunión urgente del Consejo de Seguridad de la ONU.

### Disputa internacional
En torno a la declaración de independencia de Kosovo se generó una importante disputa sobre su encaje con la legalidad vigente y sobre si este acto podría ser considerado un precedente para otras regiones secesionistas europeas como Abjasia, Osetia del Sur o el Transdniester, o se trataba de una solución especial para un caso concreto. Posteriormente, la Asamblea General de Naciones Unidas aprobó una resolución en la que instaba a la Corte Internacional de Justicia a emitir su opinión sobre la legalidad de la declaración de independencia de Kosovo.

#### Legalidad de la declaración
El 18 de febrero de 2008, el día siguiente de la declaración de independencia de Kosovo, la Asamblea Nacional de Serbia aprobó, a propuesta del Gobierno Serbio, una resolución por la que declaraba nula y sin efecto la declaración de independencia kosovar, después de que la Corte Constitucional de la República de Serbia hubiera declarado el acto ilegal, argumentando que no era compatible con los estatutos de Naciones Unidas, con la Constitución de Serbia, con la Declaración de Helsinki y con la Resolución 1244 del Consejo de Seguridad de las Naciones Unidas. La Constitución de Serbia en su preámbulo declara a la provincia de Kosovo y Metohija "parte integral" de Serbia con un estatus de "importante autonomía" dentro del Estado soberano serbio, y la resolución 1244 del Consejo de Seguridad de las Naciones Unidas confirma la integridad territorial y la soberanía de la República Federal de Yugoslavia, sin mayores especificaciones:

Reafirmando el compromismo de todos los Estados miembros con la soberanía y la integridad territorial de la República Federal de Yugoslavia y el resto de Estados de la región, en cumplimiento de la Declaración de Helsinki y del Anexo 2.
Preámbulo de la Resolución 1244 de Naciones Unidas

En el punto 11 de las resoluciones de la Declaración se designó un proceso político para determinar el estatus final de Kosovo, que debía estar basado en el anexo 1, contener la declaración del Presidente según la conclusión adoptada en el encuentro de los ministros de asuntos exteriores del G8 en San Petersburgo del 6 de mayo de 1999, así como los Acuerdos de Rambuillet, según los cuales la solución debía pasar por un compromiso entre todas las partes relevantes, incluyendo la soberanía y la integridad territorial de la República Federal de Yugoslavia, la Declaración de Helsinki, el deseo de los habitantes de Kosovo y la opinión de otros actores importantes.

#### ¿Precedente o caso especial?
Tanto antes como después de la declaración de independencia aprobada por el Parlamento provisional kosovar distintas autoridades se manifestaron acerca de si dicho acto podía ser considerado un precedente para otras regiones secesionistas. En general las autoridades que apoyaron la declaración de independencia de Kosovo se manifestaron en el sentido de que se trataba de un caso sui generis, mientras que aquellas que mostraron su negativa a apoyarla afirmaron que sentaba un precedente para otras regiones.
El creador del plan que llevó a la declaración de independencia kosovar, Martti Ahtisaari, afirmó que esta "no es un precedente" más que para Kosovo mismo, ya que según Ahtisaari, tiene un carácter "excepcional" y "sui generis" que "no tiene nada que ver" con otros movimientos secesionistas. Al día siguiente a la declaración de independencia, el 18 de febrero de 2008, los veintisiete países de la Unión Europea llegaron a un acuerdo según el cual declararon que la declaración unilateral era "un caso 'sui generis' que no sienta ningún precedente". La Unión dejó a sus Estados miembros libertad para reconocer o no a la República de Kosovo. Veintidós de los veintisiete países de la UE han reconocido hasta el momento la independencia de Kosovo. La secretaria de Estado estadounidense Condoleezza Rice declaró que "la inusual combinación de factores" que se habían dado "hacen a Kosovo un caso especial" y que su declaración de independencia "no debe verse como un precedente para ninguna otra situación [secesionista] en el mundo de hoy".
Un portavoz del Kremlin, Dmitry Peskov, afirmó tras la declaración unilateral que esta establecía un peligroso precedente para otras regiones separatistas como los palestinos, los vascos o los turcochipriotas. "No podemos estar de acuerdo en que Kosovo sea un caso distinto", declaró. El Presidente de Serbia Boris Tadić afirmó el 10 de marzo de 2009 que reconocer la independencia de Kosovo sentaría "un precedente sumamente peligroso". Tadic afirmó que en gran parte de países hay una "minoría étnica", y que reconocer la secesión de Kosovo implicaría que cualquiera de estas comunidades podría tratar de seguir los pasos de Kosovo declarándose independiente. El presidente de Osetia del Sur Eduard Kokoity exhortó a la comunidad internacional al reconocimiento de la independencia de dicha región secesionista de Georgia, afirmando que "el precedente de Kosovo presenta un argumento convincente" para su reconocimiento.
Tras la Guerra de Osetia del Sur de 2008 y el reconocimiento por parte de Rusia de la independencia de Abjasia y Osetia del Sur, el expresidente español José María Aznar declaró en una entrevista con el vicepresidente estadounidense Dick Cheney que "la independencia de Kosovo ha servido de precedente para futuros problemas como el que actualmente atraviesan Rusia y Georgia". Rusia había citado el ejemplo de Kosovo cuando anunció el reconocimiento de la independencia de ambas regiones secesionistas georgianas.

#### Implicación de Naciones Unidas
Las Naciones Unidas mantienen una posición ambigua respecto a la declaración de independencia kosovar, debido a las posturas diametralmente opuestas que mantienen unos países respecto a otros en dicho asunto. En medio de las negociaciones entre las partes por alcanzar un acuerdo definitivo por el estatus final de Kosovo en 2007, el negociador de la ONU Martti Ahtisaari mostró su apoyo por el camino de la independencia, pues según él las partes jamás alcanzarían un acuerdo. "Ha llegado la hora de resolver el estatus de Kosovo", "la independencia es la única opción para un Kosovo políticamente estable y económicamente viable", escribió Ahtisaari en una carta confidencial al Secretario General de Naciones Unidas, Ban Ki-Moon, según información del Washington Post. Rusia había amenazado con utilizar su poder de veto en el Consejo de Seguridad de Naciones Unidas para impedir cualquier resolución que pudiera desembocar en la independencia del territorio kosovar.
El 18 de febrero de 2008, el día después de la declaración unilateral de independencia de Kosovo, el Secretario General Ban Ki-Moon exhortó a las partes a "evitar acciones o declaraciones" que pudieran "poner en peligro la paz, incitar a la violencia o hacer peligrar la seguridad en Kosovo y en la región". Ban evitó referirse explícitamente a la declaración de independencia kosovar en su alocución: "mis esfuerzos - y los de mi Representante Especial en Kosovo - se dirigen a asegurar que la situación política y la seguridad en Kosovo y en la región permanecen estables, y que la población de Kosovo, y en especial las minorías, se encuentra protegida".

## Consulta a la Corte Internacional

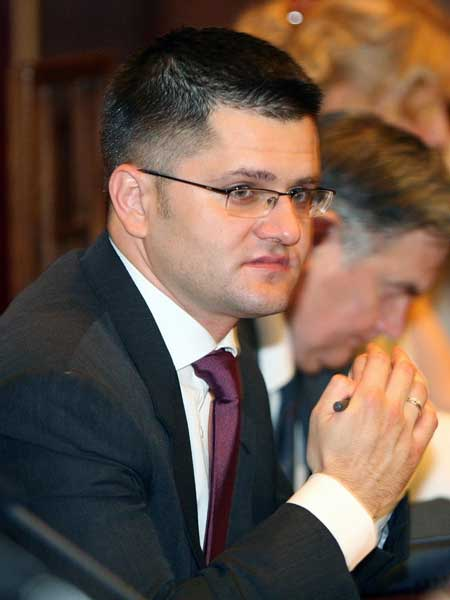
Vuk Jeremić, Ministro de Asuntos Exteriores serbio, quien realizó ante la Asamblea General de Naciones Unidas la propuesta de consulta ante la Corte Internacional de Justicia de La Haya.

El 8 de octubre de 2008, la Asamblea General de Naciones Unidas aprobó una resolución a propuesta de Serbia, con 77 votos a favor, 6 votos en contra y 74 abstenciones, en la se que exigía a la Corte Internacional de Justicia que estudiase la legalidad de la declaración de independencia de Kosovo o si, por el contrario, constituía una violación del Derecho internacional. La resolución fue presentada por el ministro de Exteriores serbio Vuk Jeremić, quien afirmó que su país respetaría la decisión del tribunal con sede en La Haya, independientemente de cuál fuera dicha opinión, que no tiene carácter vinculante. Según Jeremić, es la vía "más prudente" para resolver el conflicto: "es un enfoque legal, sin polémica y de altos principios que ayudará a reducir las tensiones en la región".
Desde el 1 de diciembre de 2009, la Corte Internacional consultó a las representaciones de 28 países, además de las de Serbia y el propio Kosovo, sus alegaciones sobre la legalidad de la declaración de independencia. Quince delegaciones presentaron alegaciones a favor de la legalidad de la declaración (Albania, Alemania, Arabia Saudí, Austria, Baréin, Bulgaria, Croacia, Dinamarca, Estados Unidos, Francia, Finlandia, Jordania, Noruega, Países Bajos, y Reino Unido), mientras que doce presentaron sus argumentos en contra (Argentina, Azerbaiyán, Bielorrusia, Bolivia, Brasil, China, Chipre, España, Rusia, Rumanía, Venezuela, y Vietnam). La delegación de Burundi no se mostró concluyente al respecto.
El 22 de julio de 2010 el tribunal comunicó su conclusión de que la declaración de independencia no violó el derecho internacional, ni tampoco la resolución 1244 del Consejo de Seguridad de las Naciones Unidas. Aunque esta decisión no tendrá un carácter vinculante, sí puede influir en la decisión de los países que aún no se han pronunciado sobre la independencia kosovar.
Se debe de notar que la CIJ expresa en su decisión que «no es requerido, por la cuestión planteada, a tomar partido sobre si el derecho internacional confiere un derecho positivo à Kosovo a declarar la independencia unilateralmente o,
a fortiori, sobre si el derecho internacional general, confiere a las entidades situadas dentro de un Estado existente el derecho a la secesión unilateral.»

## Reconocimiento internacional de la independencia de Kosovo
A diferencia de la declaración de independencia de Kosovo de 1990, que sólo reconoce Albania, la segunda declaración de independencia de Kosovo, en 2008, ha sido reconocida por 90 Estados miembros de la ONU y la República de China (Taiwán). Sin embargo, muchos estados también han mostrado su oposición a la declaración de independencia de Kosovo, especialmente Serbia, España y Rusia. Serbia había anunciado incluso antes de la declaración que va a retirar a su embajador en el Estado que reconoce la independencia de Kosovo, y lo ha hecho sin excepción.